# In Treason's Grasp
In Treason's Grap est un film muet américain réalisé par Francis Ford et sorti en 1917.

## Fiche technique
- Réalisation : Francis Ford
- Genre : Drame
- Durée : 50 minutes
- Date de sortie : États-Unis : 1er juin 1917

## Distribution
- Francis Ford
- Grace Cunard